# 官秉忠
官 秉忠（かん へいちゅう、生没年不詳）は、明代の軍人。本貫は楡林衛。

## 生涯
万暦年間、代々の蔭官により起用され、固原参将を経て、寧夏・甘粛副総兵に抜擢された。主将の達雲とともに紅崖で松山・青海部を破り、銀定・歹成を撃退した。薊州鎮東協に転出して守備し、功を重ねて署都督同知を加えられた。
万暦40年（1612年）5月、秉忠は総兵官に抜擢され、張承廕に代わって延綏に駐屯した。オルドス部が保寧堡を侵犯すると、秉忠は参将の杜文煥らを率いて白土澗でこれを破った。1日のうちに再び勝利し、250人を捕斬し、首長12人を斬首した。ほどなく旗牌撒勒が長楽堡に侵入すると、秉忠は軽騎を率いてこれを追撃して勝利した。猛克什力が保寧堡に侵攻すると、秉忠はこれを撃破した。万暦42年（1614年）、猛克什力が保寧堡と懐遠堡を攻撃すると、秉忠は精鋭の騎兵で迎撃し、前後して220人あまりを斬首した。猛克什力と旗牌撒勒が1000騎あまりで波羅堡に侵入したが、保寧軍の出動を見ると、塞外に逃走した。
万暦43年（1615年）、ボショクト・ジノンの子の吉能がオルドス諸部を糾合して大挙して侵入した。東道の高家堡・大柏油堡・神木堡・柏林堡、中道の波羅堡、西道の磚井堡・寧塞堡の諸城堡がすべて蹂躙された。延綏の副将の孫洪謨は大柏油堡を守ろうと赴いて、伏兵に遭って包囲された。游撃の万化孚らは救援せず、兵士の過半が死傷して、孫洪謨は降った。秉忠は游撃の張榜を派遣してオルドス部の陣営を襲撃させたが、敗れて400人あまりの戦死者を出した。もと総兵の杜松や寧夏総兵の杜文煥の援軍が到着して、いずれも敵を破ると、秉忠の部下もまた勝利を挙げて、オルドス部を撤退させることができた。なおも諸部の侵入が相次いだため、秉忠はたびたび出撃して功績を挙げたが、弾劾を受けて官を去ることになった。総兵官の交代にあたって、沙計が双山堡・建安堡から侵入を図ったため、秉忠はこれを待ち伏せして破り、200人あまりを斬首した。
万暦46年（1618年）、秉忠は劉綎・柴国柱らとともに北京に召喚され、僉書前府とされた。ほどなく遼東の救援に赴くことになった。万暦47年（1619年）、楊鎬が後金を討つべく軍を四路に分けて出兵すると、秉忠は鎮城の守備を命じられた。ほどなく病のため辞職して帰郷した。長らくを経て死去した。
子の官撫民もまた寧夏総兵官となった。